# Elia Dalla Costa
Elia Dalla Costa, italijanski rimskokatoliški duhovnik, škof in kardinal, * 14. maj 1872, Villaverla, † 22. december 1961.

## Življenjepis
25. julija 1895 je prejel duhovniško posvečenje.
25. maja 1923 je bil imenovan za škofa Padove, 12. avgusta je prejel škofovsko posvečenje in 7. oktobra istega leta je bil ustoličen.
19. decembra 1931 je bil imenovan za nadškofa Firenc. Med januarjem in majem 1932 je bil apostolski administrator Padove.
13. marca 1933 je bil povzdignjen v kardinala in imenovan za kardinal-duhovnika S. Marco.